# موژان مجیدی
موژان مجیدی معمار بریتانیایی ایرانی‌تبار است که بین سال‌های ۲۰۰۷ تا ۲۰۱۴ مدیر ارشد اجرایی شرکت فاستر اند پارتنرز بود.

## زندگی‌نامه
به عنوان یک دانشجو، او جوایز بسیاری را از جمله جایزه ریبا (RIBA) بخش یک برای طراحی در سال ۱۹۸۵و جایزه ریبا نقره ای برای بهترین پروژه زمان دیپلم در سطح ملی را در سال ۱۹۸۷ دریافت نمود، و همان سال نیز به عنوان دانشجوی نمونه از دانشگاه استرثکلاید (Strathclyde) فارغ‌التحصیل شد.
بعد از فارغ‌التحصیلی او به شرکت معماری فاستر و شرکا پیوست، که در حال کار بر روی فرودگاه استانستد که در سال ۱۹۹۱ به اتمام رسید، بودند. او در آن سال در دو مسابقه طراحی معماری دانشکده حقوق کمبریج و دانشکده فریوس در فرانسه به عنوان معمار ارشد شرکت نمود. در سال ۱۹۹۲ او به هنگ کنگ رفت تا به عنوان مدیر مسئول بخش طراحی فرودگاه بین‌المللی هنگ کنگ در چک لپ کوک از شروع پروژه تا پایان آن در سال ۱۹۹۸ به فعالیت بپردازد. او همچنین به عنوان مدیر مسئول در پروژه ترمینال باربری هوایی جدید فرودگاه بین‌المللی هنگ کنگ و همچنین پروژه مرکز ترابری زمینی فرودگاه، فعالیت نمود. پس از بازگشت او به لندن، به عنوان مدیر ارشد ورزشگاه ومبلی گمارده شد.
در سال ۲۰۰۴ او به یکی از شرکای با سابقه و مدیر گروه تبدیل شد، که پروژه‌هایی از قبیل پروژه‌های فرهنگی، تجاری، مسکونی، تفریحی و آموزش در اروپا، شرق دور و آمریکا را عهده‌دار بوده‌است. اخیراً، گروه ۳، بر روی یک طرح توسعه تجملاتی در دریای سرخ مصر، و یک برج بلند مرتبه در مسکو و یک طرح جامع برای سایت هتل روسیه در مسکو، کار کرده‌است. مجیدی در سال ۲۰۰۷ به سمت مدیر اجرائی یا همان نزدیک‌ترین همکار نورمن فاستر منصوب شد.
در سال ۲۰۱۰ از طرف دانشگاه استرثکلاید به عنوان دانش‌آموخته برتر انتخاب شد.
اوایل سال ۲۰۱۵ او به عنوان مدیر ارشد اجرایی به در دفتر معماری زاها حدید پیوست.